# Zhihong Huang
Zhihong Huang (Lanxi, China, 7 de mayo de 1965) fue una atleta china, especializada en la prueba de lanzamiento de peso en la que llegó a ser campeona mundial en 1991.

## Carrera deportiva
En el Mundial de Tokio 1991 ganó la medalla de oro en el lanzamiento de peso, con una marca de 20.83 metros, quedando en el podio por delante de las soviéticas Natalya Lisovskaya (plata con 20.29 metros) y Svetlana Krivelyova (bronce con 20.16 metros).